# 자소 (언어학)

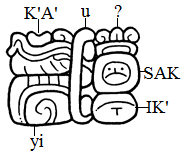

자소(字素, grapheme), 또는 낱글자는 어떤 언어의 문자 체계에서 의미상 구별할 수 있는 가장 작은 단위를 가리킨다. 서기소(書記素), 문자소라고 부르기도 한다.

## 같이 보기
- 낱소리
- 자모